# Rio Durăoaş
O Rio Durăoaş é um rio da Romênia, afluente do Schitu, localizado no distrito de Neamţ.